# Scotopteryx jugicola
Scotopteryx jugicola là một loài bướm đêm trong họ Geometridae.